# Challenger ATP Club Premium Open 2001
Il Challenger ATP Club Premium Open 2001 è stato un torneo di tennis facente parte della categoria ATP Challenger Series nell'ambito dell'ATP Challenger Series 2001. Il torneo si è giocato a Quito in Ecuador dal 15 al 21 ottobre 2001 su campi in terra rossa.

## Vincitori

### Singolare
Hugo Armando ha battuto in finale  Luis Morejon con il punteggio di 6(3)–7, 6–3, 7–6(5)

### Doppio
Ricardo Schlachter /  Rogier Wassen hanno battuto in finale  Hugo Armando /  Diego del Río con il punteggio di 6(8)–7, 6–4, 7–6(7)